# Ignició piezoelèctrica

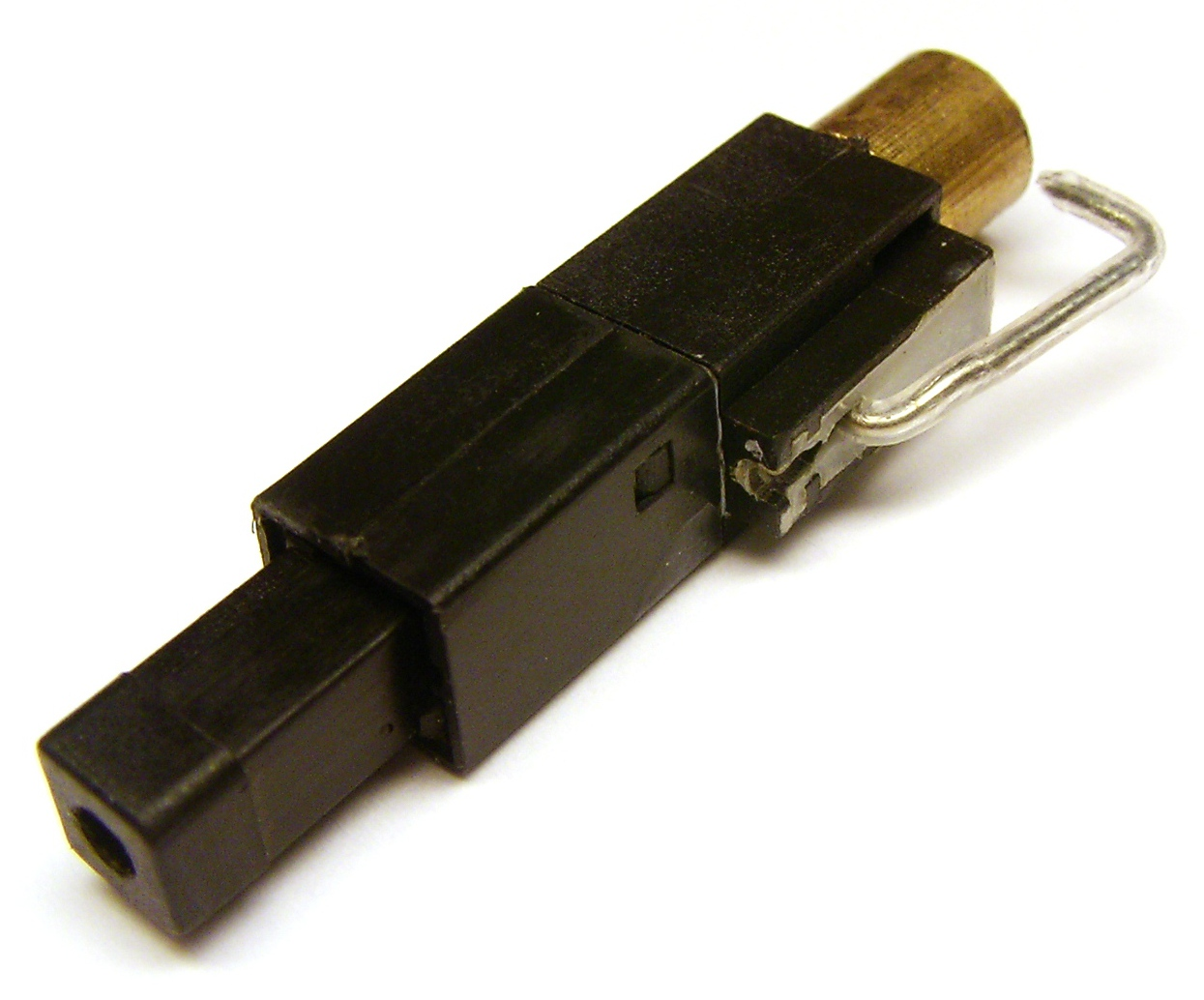
Ignitor piezoelèctric d'un encenedor típic

La ignició piezoelèctrica és un tipus d'ignició que s'utilitza en alguns encenedors de gas, estufes de gas, fogons de gas, escalfadors de gas i calderes de calefacció. Un ignitor piezoelèctric utilitza l'efecte piezoelèctric, el qual en curt, consisteix en una càrrega elèctrica que s'acumula dins alguns materials com a resposta a una forta i sobtada pressió. Consta d'un petit, martell carregat amb una molla que, quan un es prem un botó, copeja amb força un cristall de PZT o un cristall de quars. El quars és piezoelèctric, és a dir, que crea un voltatge quan és deformat. La deformació enèrgica i sobtada produeix un voltatge elevat amb la descàrrega elèctrica subsegüent, entre uns elèctrodes que encén el gas.
No cal cap connexió elèctrica externa, encara que de vegades s'utilitza un cable ben aïllat per tal de conduir la descàrrega elèctrica lluny del cristall. Els sistemes d'ignició piezoelèctrica es poden disparar amb qualsevol tipus de palanca, polsador o fins i tot un relé automàtic actuat al obrir una eixeta o per control remot. El més corrent és que l'espurna elèctrica es generi girant una palanca o premén un botó.